# Daniel Muller
Pas d'image ? Cliquez ici

a Compétitions nationales et continentales officielles uniquement.

Dernière mise à jour le 4 février 2024.
Daniel Muller (dit Dan), né le 7 juillet 1980, est un joueur de rugby à XV sud-africain qui évolue au poste de pilier droit.

## Carrière
Il se blesse gravement à un genou le 9 décembre 2006 lors du match Rugby club toulonnais-Stade rochelais.